# Weißandt-Gölzau
Weißandt-Gölzau este o comună din landul Saxonia-Anhalt, Germania.